# 克利克斯比尔
克利克斯比尔（Klixbüll）是德国石勒苏益格－荷尔斯泰因州的一个市镇。总面积17.44平方公里，总人口953人，其中男性486人，女性467人（2011年12月31日），人口密度55人/平方公里。